# Nilla Fischer
Åsa Nilla Maria Fischer (* 2. August 1984 in Kristianstad) ist eine ehemalige schwedische Fußballspielerin. Die Mittelfeldspielerin debütierte 2001 als 16-Jährige in der Nationalmannschaft. Sie war eine Zeit lang Kapitänin der Nationalmannschaft, u. a. bei den Olympischen Spielen in London.

## Karriere

### Vereine
Fischer wuchs in Verum in Nordschonen auf. Sie begann mit dem Fußballspielen bei Verums GOIF. Über Vittsjö GIK kam sie zu Kristianstad/Wä DFF, für den sie in der Damallsvenskan auflief.
2003 wechselte Fischer von Kristianstad/Wä DFF zur Frauenfußballabteilung des Malmö FF. Hier etablierte sie sich auf Anhieb als Stammspielerin. Mit der Mannschaft um Spielerinnen wie Caroline Jönsson, Malin Andersson und Karolina Westberg belegte sie Plätze im vorderen Bereich der höchsten Spielklasse, ohne zunächst die Vormachtstellung von Umeå IK durchbrechen zu können. Erst 2010 gelang der Gewinn der Meisterschaft und 2011 konnte der Titel verteidigt werden. Zur Saison 2012 wechselte sie zum Linköpings FC.
Zur Saison 2013/14 wechselte Fischer ablösefrei zum Bundesligisten VfL Wolfsburg, für den sie am 7. September 2013 (1. Spieltag) beim 1:1-Unentschieden im Heimspiel gegen den FC Bayern München debütierte. Mit den „Wölfinnen“ erreichte sie das Finale der UEFA Women’s Champions League 2013/14, das mit 4:3 gegen Tyresö FF gewonnen wurde. Zudem konnte der Meistertitel verteidigt werden. 2015 und 2016 holte sie mit ihrer Mannschaft den DFB-Pokal. Nach 6 Jahren beim VfL Wolfsburg und 1 Jahr vor Ablauf ihres Vertrags gab Fischer ihren Weggang aus Wolfsburg bekannt. Am 2. Oktober 2018 unterschrieb Fischer bei Linköpings FC einen ab 1. Juli 2019 bis zum 30. November 2021 gültigen Vertrag, den sie im November 2021 nochmals um ein Jahr verlängerte. Nach insgesamt 71 Spielen für Linlöping seit 2019, beendete sie im Dezember 2022 ihrer Karriere.

### Nationalmannschaft
Als großes Talent debütierte sie unter Nationaltrainerin Marika Domanski Lyfors am 12. Januar 2001 bei der 1:2-Niederlage gegen Norwegen im Rahmen eines Wintertrainingslagers in La Manga del Mar Menor, als sie in der 87. Spielminute für Karolina Rinman eingewechselt wurde. Parallel spielte sie sich in die Jugendauswahlen des Svenska Fotbollförbundet, wobei sie mitunter in den Mannschaften der ein bis zwei Jahre älteren Jahrgänge auflief.
Unter Nationaltrainer Thomas Dennerby nahm sie bei der Weltmeisterschaft 2007 erstmals an einem Endrundenturnier teil, scheiterte jedoch mit der Auswahl hinter der Auswahl der Vereinigten Staaten und der nordkoreanischen Nationalmannschaft bereits in der Gruppenphase. An der Seite ihrer Vereinsspielerinnen Linda Forsberg und Therese Sjögran kam sie auch beim olympischen Fußballturnier 2008 zum Einsatz. In der Vorrunde gelang ihr dabei beim 1:0-Erfolg über Argentinien der spielentscheidende Treffer.
Mit der Nationalmannschaft nahm sie auch an der EM-Endrunde 2009 teil, bei der sie im Viertelfinale gegen Norwegen ausschied; die Platzierung reichte allerdings für die Nominierung zur WM 2011. In den ersten beiden Gruppenspielen wurde sie jeweils eingewechselt. Im Spiel um den Gruppensieg gegen die USA stand sie als Vertreterin für die gelb-gesperrte Spielführerin Caroline Seger in der Startelf. Mittels eines abgefälschten Freistoßes erzielte sie in der 35. Minute die 2:0-Führung für Schweden. Mit dem Sieg gegen die Vereinigten Staaten erreichte Schweden ungeschlagen das Viertelfinale, in dem Australien der nächste Gegner war. In diesem Spiel wurde sie in der 67. Minute eingewechselt. Da sie in der 81. Minute ihre zweite Gelbe Karte im Turnier erhielt, war sie für das Halbfinale, das mit 1:3 gegen Japan verloren wurde, gesperrt. Am 16. Juli 2011 gewann sie mit der Mannschaft das Spiel um Platz 3 mit 2:1 gegen Frankreich. Sie stand im schwedischen Kader für das olympische Fußballturnier 2012 und kam in drei Spielen zum Einsatz. Beim 4:1 gegen Südafrika erzielte sie das erste Turniertor für die Schwedinnen. Auch im Viertelfinale gegen Frankreich brachte sie Schweden mit 1:0 in Führung, musste aber nach zwei Gegentreffern das Ausscheiden hinnehmen.
Am 1. Juni 2013 absolvierte sie beim 2:1-Sieg gegen Norwegen ihr 100. Länderspiel.
Sie stand im Kader für die EM-Endrunde 2013. Im Eröffnungsspiel gegen Dänemark gelang ihr der Treffer zum 1:1-Endstand. Beim 5:0-Sieg gegen die Auswahl Finnlands gelangen ihr die ersten beiden Tore und nach einem 3:1 gegen die Auswahl Italiens erreichte sie mit ihrer Mannschaft das Viertelfinale gegen die Auswahl Islands, das mit 4:0 gewonnen wurde. Damit gingen die Schwedinnen als Favorit ins Halbfinale gegen die Auswahl Deutschlands, konnten aber erneut ein K.-o.-Spiel gegen Deutschland nicht gewinnen und schieden aus.
Im Mai 2015 wurde sie für die WM 2015 nominiert. Sie wurde in den vier Spielen eingesetzt, erzielte im Gruppenspiel gegen Nigeria ein Tor, schied aber mit ihrer Mannschaft im Achtelfinale gegen Deutschland aus. Dadurch verpassten die Schwedinnen auch die direkte Qualifikation für die Olympischen Spiele 2016, konnten diese aber beim Qualifikationsturnier im März 2016 nachholen. Beim Turnier in Brasilien, bei dem sie in allen sechs Spielen eingesetzt wurde, erreichte sie mit ihrer Mannschaft das Finale, wodurch die Schwedinnen erstmals eine olympische Medaille gewannen. Auf dem Weg dorthin erzielte sie beim einzigen Sieg der Schwedinnen in der Gruppenphase gegen Südafrika das einzige Tor. Danach schalteten sie in der K.-o.-Runde jeweils Titelverteidiger USA und Gastgeber Brasilien im Elfmeterschießen aus, wobei Fischer gegen Brasilien zu den erfolgreichen Schützinnen gehörte. Das Finale, in dem sie ihr 150. Länderspiel bestritt, verloren sie aber gegen Deutschland mit 1:2.
Kurz nach den Olympischen Spielen qualifizierte sie sich mit ihrer Mannschaft für die Fußball-Europameisterschaft der Frauen 2017. Fischer kam in den Gruppenspielen gegen Deutschland (erstes Remis zwischen beiden Mannschaften) und Russland (2:0) sowie im Viertelfinale, in dem die Schwedinnen den Niederländerinnen 0:2 unterlagen, zum Einsatz.
In der anschließenden Qualifikation zur WM 2019 kam sie in den sieben ausgetragenen Spielen der Schwedinnen zum Einsatz und qualifizierte sich mit ihrer Mannschaft für die WM. Am 16. Mai wurde sie auch für die WM nominiert. Bei der WM wurde sie nur im Gruppenfinale gegen die USA nicht eingesetzt, das mit 0:2 verloren wurde. Als Gruppenzweite erreichten sie die K.-o.-Runde, wo sie im Viertelfinale nach 24 Jahren wieder ein Pflichtspiel gegen die deutsche Mannschaft gewannen und sich damit für die Olympischen Spiele 2020 qualifizierten. Im Halbfinale unterlagen sie Europameister Niederlande nach Verlängerung, konnten dann aber das Spiel um Platz 3 gegen England gewinnen.
Am 27. September 2022 gab sie das Ende ihrer Nationalmannschaftskarriere bekannt.

## Erfolge
- Dritte der Weltmeisterschaft 2011 und 2019
- Schwedischer Meister 2010, 2011
- Champions-League-Siegerin 2014
- Deutsche Meisterin 2014, 2017, 2018, 2019
- Deutsche Pokalsiegerin 2015, 2016, 2017, 2018, 2019
- Silbermedaille bei den Olympischen Spielen 2016

## Auszeichnungen
- Wahl in das All-Star-Team der EM 2013[16]
- Silberner Schuh bei der EM 2013
- Nominiert für die Wahl zur Weltfußballerin des Jahres 2013[17]
- Dritte bei der Wahl zu Europas Fußballerin des Jahres 2014
- Olympische Spiele 2016: Fairplaypreis als Mitglied der schwedischen Mannschaft
- Schwedens Fußballerin des Jahres 2018[18]

## Sonstiges
Ende 2022 gab Nilla Fischer bekannt, dass sie ihre Fußballkarriere beendet und eine Ausbildung bei der Polizei begonnen hat.
Fischer ist seit November 2013 mit ihrer Ehefrau Mariah-Michaela verheiratet, die im Dezember 2017 den gemeinsamen Sohn zur Welt brachte.